# Добельская евангелически-лютеранская церковь
Добельская евангелическо — лютеранская церковь (латыш. Dobeles evaņģēliski luteriskā baznīca, нем. Die Evangelisch-Lutherische Kirche in Dobele) — одно из самых старых сооружений города Добеле, Латвия. Расположена в центре города, рядом с исторической торговой площадью. Вероятно, была построена на месте древнего языческого святилища. Находится в распоряжении ЛЕЛЦ, действует и поныне.

## История
Первая христианская церковь в Добеле была построена в средневековом замке в XIV веке, и более или менее продолжала служить его обитателям вплоть до XVII века. Тем не менее, городок вокруг замка продолжал расширяться, и скоро возникла необходимость в постройке новой церкви.
Исторически, считается что первый камень в основание церкви был заложен в 1495 году по приказу магистра ливонского ордена Вальтера фон Плеттенберга. Сейчас уже невозможно достоверно воспроизвести, как церковь выглядела в те дни. За прошедшее время здание церкви многократно перестраивалось, и свой современный вид она окончательно приобрела в 1907 году.

## Достопримечательности

### Часы
В 1908 году в церковной башне был установлен часовой механизм и четырехсторонний башенный циферблат. Данные часы были произведены на заводе в Берлине, и служили в качестве подарка церкви от жены Добельского почтмейстера, Эмилии Шиффер, и сегодня, спустя 107 лет, они продолжают точно показывать время.

### Орган

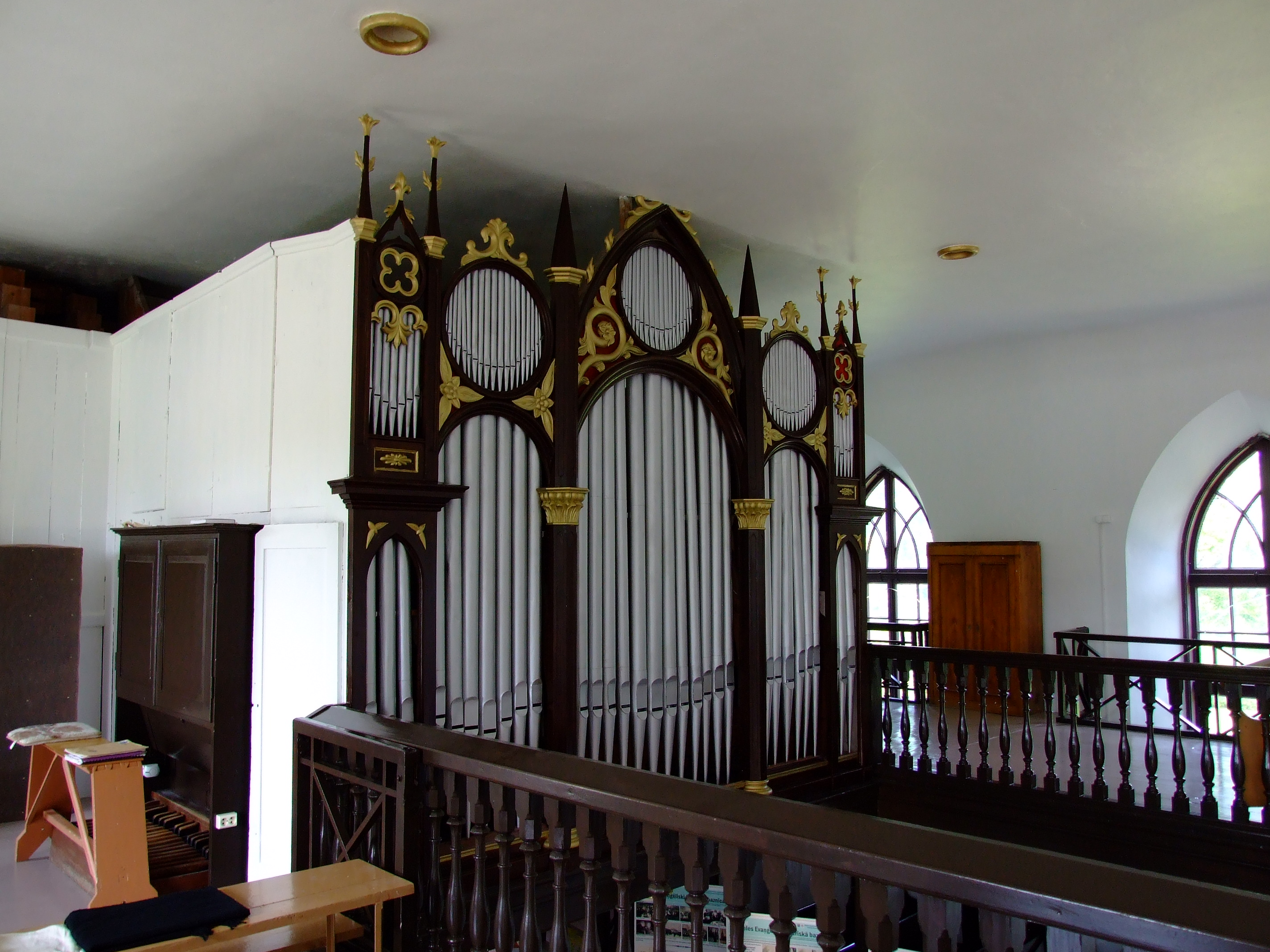
Орган добельской евангелическо – лютеранской церкви.

В 1835 году мастер-органист Карл Пётр Отто Герман (латыш. Kārlis Pēteris Otto Hermanis) закончил постройку церковного органа, в 1864 году орган был перестроен им-же, а в 1908 году был увеличен до 43 регистров латышским строителем органов Янисом Бетиньшем (латыш. Jānis Bētiņš).

### Колокол
В начале XIX века в башне также были установлены три колокола, но во время Первой Мировой Войны их эвакуировали в Россию и они пропали. Новый колокол был отлит в Бохуме, Германия, и установлен в башне в 1927 году. Девиз колокола: «Пробуждай. Призывай. Успокаивай.» (латыш. Modini. Mudini. Mierini.).

### Предметы искусства

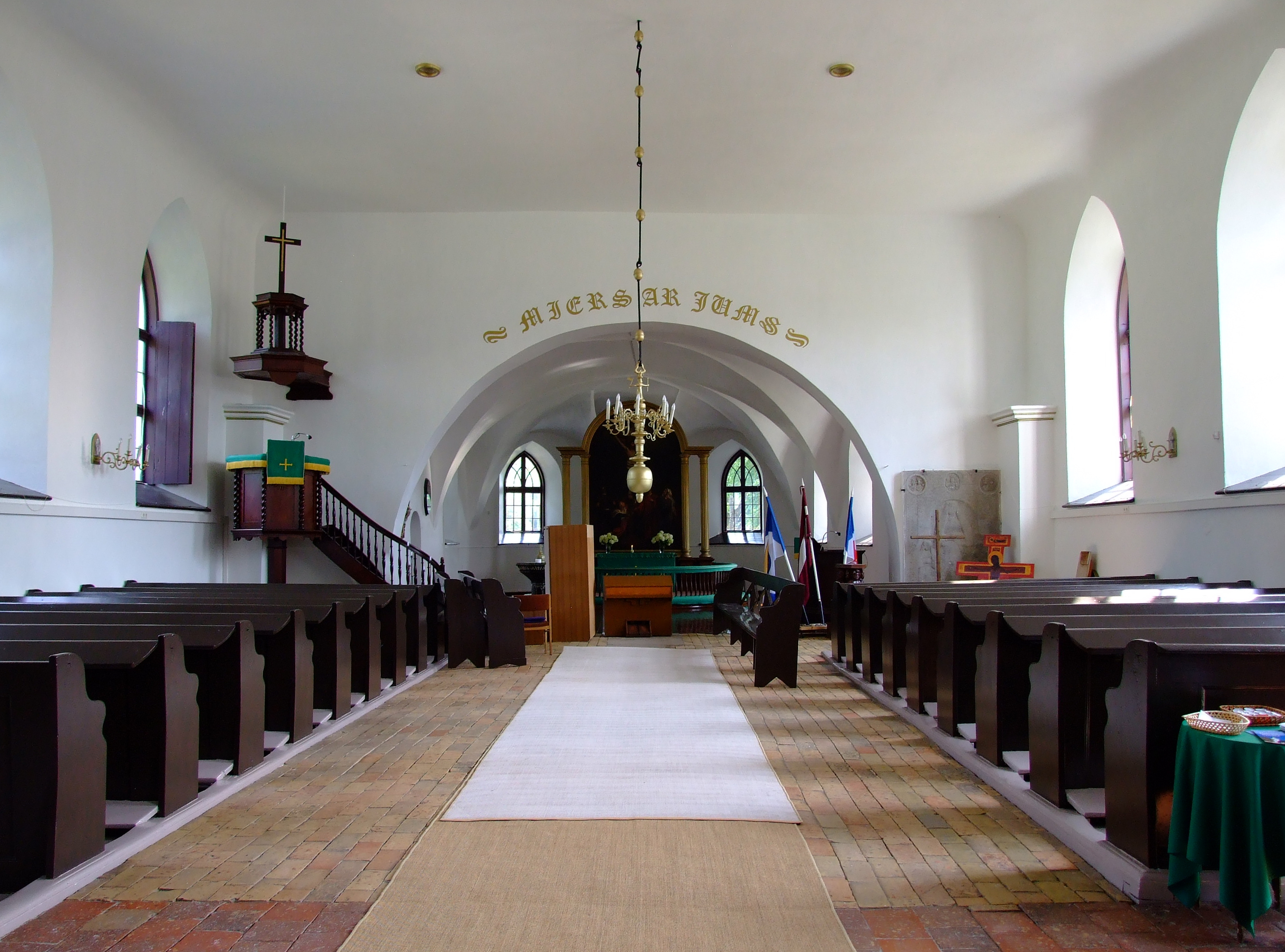
Вид на центральный неф и алтарь Добельской евангелическо – лютеранской церкви.

В церкви расположены уникальные предметы искусства: эпитафия начальнику Добельского замка Филиппу Драхенфельсу (латыш. Filips Drahenfels), созданная рижским художником Берентом Бодекером, алтарная картина «Голгофа», которую изготовил елгавский художник Е. Киперт (латыш. Е. Kīperts), массивный гранитный подсвечник, выполненный в форме Святого Грааля (подарок латвийского адвоката и уроженца Добеле Андриса Грутупса), основание купели в виде трёх ангелочков, вырезанное из цельного куска дерева (XVIII век) и т.д.

## Современность
По состоянию на 2015 год, в церкви каждое воскресенье, в 10:00, и по праздникам проводятся богослужения. Также, звон церковного колокола можно слышать каждую субботу, в 18:00.